# 家光が行く
『家光が行く』（いえみつがゆく）は、1972年10月5日から同年12月28日まで日本テレビ系列局で放送されていた時代劇である。日本テレビ、ユニオン映画、渡辺企画の共同製作。全13話。放送時間は毎週木曜 20:00 - 20:55 （日本標準時）。
若者向けの青春時代劇と銘打って、歌手の仲雅美を主演に起用した作品。

## あらすじ
竹千代家光は将軍になることが決まっているが、春日局の厳しい教育や城内の堅苦しい生活に我慢できなかった。家光は、着流しの「（風来坊の）竹さん」となって町に飛び出し、さまざまな人と出会う。

## キャスト
竹千代家光
演：仲雅美
徳川幕府3代将軍に内定した若者。堅苦しい城中での暮らしや勉学などを嫌がり、町に出ようとする。その際に立ち寄った「ひさごや」で初めて食べた目刺が好物になった。最初は世の中の常識を知らなかったが、町でさまざまな事件や人物に遭遇し、見聞を広めながら大きな人物に育っていく。町では自ら「竹さん」を名乗り、周囲の他の人々も（正体を知っているかいないかにかかわらず）彼をそう呼んでいる。
おるい
演：吉沢京子
源兵衛の娘。父親の店を手伝っている。竹千代の正体も知った上で彼に好意を寄せているが、同時に自分と竹千代が結ばれることが無いことも自覚している。
鳶の弥平次
演：目黒祐樹
元豊臣の残党。徳川家を恨み、夜は盗人・稲妻小僧として行動。徳川の天下をひっくり返そうと狙う。第5話までは竹千代の正体を知らず、旧友との板挟みに苦しむが、その件の解決後には竹千代の協力者となる。
大久保彦左衛門
演：ハナ肇
天下のご意見番を自他ともに認める旗本。竹千代が町に出ることを奨励している節があり、そのお守り役にも。
兵頭丹波守
演：高橋昌也
徳川家に代わり覇を唱える。竹千代の弟・国千代（演：伊藤高）に仕え、その国千代を将軍職に据えようとした。配下に源九郎（演：菅貫太郎）らがいる。第8話で改心する。
春日局
演：加藤治子
竹千代の乳母。厳格な態度で竹千代に学問をさせたり帝王学を仕込もうとする。竹千代が城を抜け出そうとすることを苦々しく思っている。
柳生但馬守
演：中村敦夫
志津
演：小柳ルミ子
町へ出たがる竹千代を手助けする大奥の奥女中。
源兵衛
演：牟田悌三
町で竹千代が足場代わりに使う飯屋「ひさごや」の主人。おるいの父親。竹千代の正体はずっと知らなかったが、第12話で知ることとなる。
笹尾喜内
演：梅津栄
大久保家の用人。
お絹
演：津川透子
大久保家の女中。
新兵衛
演：佐藤允
ひさごやにいる謎の浪人。店では飲んだくれているが、実は家康配下の忍である。竹千代を陰ながら警護するだけでなく、時には世間の厳しさを教えたりもする。
徳川家康
演：山村聡
竹千代の祖父。好々爺然としているが、厳しいこともある。竹千代が町へ出て見聞を広めようとすることには特に反対しない。

## スタッフ
- 語り手：広川太一郎
- 企画：津田昭
- 制作：増井正武、加藤敦夫（日本テレビ）
- 音楽：大野雄二
- 技闘：岡本隆
- 製作：日本テレビ、ユニオン映画、渡辺企画

## 主題歌
「さすらいが呼んでいる」
作詞：山上路夫 / 作曲：平尾昌晃 / 歌：仲雅美
ドラマのオープニング映像には曲名がクレジットされていない。

## 放送日程
| 話数 | サブタイトル     | 放送日         | 脚本            | 監督       | ゲスト |
| ---- | ---------------- | -------------- | --------------- | ---------- | --- |
| 1    | 飛び出した若君   | 1972年 10月5日 | 津田幸夫        | 若林幹     | 源九郎：菅貫太郎 / 陣十郎：亀石征一郎 |
| 2    | 竹千代の初恋     | 10月12日       | 鈴木兵吾        | 若林幹     | 碩斉：中村伸郎 / 美雪：奈美悦子 |
| 3    | 魚海岸の暴れん坊 | 10月19日       | 市川森一        | 今村農夫也 | 太助：石橋正次 / お仲：小橋玲子 / 源九郎：菅貫太郎 / 魚政：保科三良 / 三吉：三井恒 / 善助：永井譲滋                                                                                                  |
| 4    | 鈴をつけた女     | 10月26日       | 津田幸夫        | 古澤憲吾   | 小春：菊容子 / 小菊：森川千恵子 / 矢吹賴母：外山高士 |
| 5    | 竹千代暗殺       | 11月2日        | 津田幸夫        | 今村農夫也 | 山崎聞多：酒井修 / 早苗：京春上 / 利兵衛：穂積隆信 / 玄馬：木村博人 |
| 6    | 仇討ち愚連隊     | 11月9日        | 加瀬高之        | 若林幹     | 倉田左次馬：森次浩司 / お峰：松木路子 / 梶原多門：田中淳一 / 市毛：矢野間啓二 |
| 7    | 晴姿日光道中     | 11月16日       | 鈴木兵吾 新井一 | 若林幹     | 斉木達馬：倉石功 / 香澄：藤田みどり / 山名五郎左ヱ門：渥美国泰 / 石川源四郎：大橋一元 |
| 8    | 兄と弟           | 11月23日       | 鈴木兵吾        | 今村農夫也 | お竜：嘉手納清美 / 源九郎：菅貫太郎 / 国千代：伊藤高 / 老中榊原：永井玄哉 |
| 9    | 江戸ッ子剣法     | 11月30日       | 長野洋          | 今村農夫也 | 辰吉：尾藤イサオ / 千鶴：高樹蓉子 / 権三：須藤健 / 重兵衛：大久保正信 |
| 10   | 男はつらいよ     | 12月7日        | 播磨幸治        | 菊地奛     | 太吉：岡崎二朗 / まき：川口恵子 / 北見帯刀：里見潤 / 佐助：伊藤敏孝 / 三次：川辺富明 / 惣兵衛：如月寛多 / 北見主膳：加地健太郎 / 木村：松本健一 / 山田：戸野広浩司 / 熊三：三重街恒二 / 留吉：湊俊一 |
| 11   | 仮名草紙の娘     | 12月14日       | 加瀬高之        | 菊地奛     | 仙太郎：下條アトム / お稲：集三枝子 |
| 12   | 花婿大作戦       | 12月21日       | 小滝光郎        | 曽我仁彦   | 清吉：倉丘伸太郎 / 信六：香住厳 |
| 13   | 大江戸日本晴れ   | 12月28日       | 長野洋          | 曽我仁彦   | お光：松木聖 / 美濃屋多左ヱ門：杉田俊也 / 山口五兵衛：依田英助 / 赤鬼の丹次：吉原正皓 / 手代宗吉：宮寺康夫                                                                                           |

## 放送局
★印は木曜 20:00 - 20:55に放送。
- ★日本テレビ
- ★青森放送[1]
- ★テレビ岩手[1]
- ★秋田放送[1]
- ★山形放送[1]
- ★宮城テレビ[1]
- ★福島中央テレビ[1]
- ★北日本放送[2]
- ★福井放送[2]